# Arrondissement d'Ouanaminthe
L’Arrondissemen d'Ouanaminthe est un arrondissement d'Haïti, subdivision du département du Nord-Est. Il a été créé autour de la ville d'Ouanaminthe qui est aujourd'hui son chef-lieu. Il était peuplé par 133 214 habitants en 2009.
L’Arrondissement ne compte que trois commune :
- Ouanaminthe
- Capotille
- Mont-Organisé